# Surrogat (Band)
Surrogat war eine Rockband, die 1994 in Berlin gegründet wurde. Die Gründungsmitglieder Patrick Wagner (Gitarre, Gesang), Tilo Schierz-Crusius (Bass) und Mai-Linh Truong (Schlagzeug) gehörten ihr bis zur Auflösung 2003 an.

## Geschichte
Patrick Wagner und Markus Popp waren als Kramwelt musikalisch aktiv. Als Popp das Projekt verließ, um Oval mitzugründen, kam der Bassist Tilo Schierz-Crusius. Mit der durch eine Zeitungsannonce gefundenen Schlagzeugerin Mai-Linh Truong nannte sich die in Berlin ansässige Band ab 1994 Surrogat. Kopf und Sprecher der Gruppe war Wagner, der für die Gitarre und den Gesang zuständig zeichnete. Er, der ursprünglich einmal Tennisprofi gewesen war, gründete auch sogleich zusammen mit dem Radio-DJ Raik Hölzel das Label Kitty-Yo, um dort die erste Single namens Tick auf den Markt zu bringen. Das Label etablierte sich durch die Veröffentlichungen von Künstlern wie Peaches, Kante oder Maximilian Hecker in der Branche. 1995 lag das eigene Albumdebüt mit dem Titel Unruhig vor. Soul (feat.MMM), nicht mehr im fernen nordöstlichen Frankreich, sondern aus Geldmangel im Senatsstudio eingespielt, folgte 1996 und sorgte für eine breite Pressewahrnehmung, was die anschließenden Konzertbuchungen beförderte. Das dritte Album Hobby wurde vom Notwist- und Slut-Produzenten Mario Thaler, der ein Anhänger von Shellac-Mastermind Steve Albini ist, in seinem uphon-Studio produziert. Nach dreijähriger Pause erschien im August 2000 das Album Rock. Im früher bereits frequentierten Black Box Studio in Frankreichs Nordosten war es aufgenommen worden, betreut von Produzent Tobias Levin (To Rococo Rot, Kante) und Tontechniker Peter Deimel (Chokebore), der wie Thaler beim Album vorher, ein Steve-Albini-Schüler ist. Viele sahen Surrogat zu diesem Zeitpunkt an die Hamburger Schule, insbesondere an Tocotronic und Blumfeld, herangerückt. Von diesen abweichend stellte Surrogat die Bedeutungsschwere in den Hintergrund und wertete den Spaßfaktor auf.
Ohne offizielle Verlautbarung verließ Wagner im Sommer 2000 seine Firma Kitty-Yo und entzog ihr das Vermarktungsrecht an Surrogat. Bald drang durch, dass dies im Streit um die künftige Firmenausrichtung mit dem Mitinhaber geschehen war. Zuständiges Label wurde Motor Music. Wagner legte Wert darauf, dass die Zweitveröffentlichung von Rock, vier Monate nach der Kitty-Yo-Ausgabe, keine Bonustracks enthält, um nicht den Zorn der Frühkäufer auf sich zu ziehen. Surrogat meldete sich am 25. November 2002 mit der Single Hell in Hell zurück, das gleichnamige Album folgte Anfang 2003. Für die einzelnen Lieder hatte man sich so viel Zeit wie nötig gelassen, so benötigte On Top lediglich einen Take, während an Love Baby vier Wochen lang intensiv gearbeitet wurde. Alle Titel wurden ohne Kopfhörer – wie in den 1970er Jahren – eingespielt. Das daraus resultierende Klangbild unterscheidet sich von den heute üblichen Hochglanzproduktionen. Auf dem Album ist schon Herman Halb als zweiter Gitarrist zu hören, der im Veröffentlichungsvorfeld die Urmitglieder live verstärkte. Aus der ersten Tour mit den Queens of the Stone Age im November 2002 flog Surrogat heraus, nach Ansicht von Wagner, weil die Amerikaner keine wild rockende Vorband vertragen konnten. Im Musikexpress zeigte sich Toni Mahoni, Verfasser einer Konzertkritik anlässlich von Surrogats eigener Clubtour, irritiert über die Roboterhaftigkeit der Musiker, die Brutalität der Musik und die Plakativität der Texte, während die Präsentation abseits der Bühne entgegengesetzte Züge aufweist. Bei der Analyse von Selbstdarstellung, Posing, Instrumentenbeherrschung und Klangbild stellte Jens Balzer in der Berliner Zeitung fest, dass es sich bei Surrogat um mehr Schein als Sein handelt. Indem Sascha Krüger im Visions-Interview die Hardrock-Anlehnung von Hell in Hell thematisierte, erklärten die beiden männlichen Mitglieder, man habe die Musik immer schon auf der Bühne abgefeiert, aber bei den abstrakten Klängen sei das für die Besucher nicht zu merken gewesen. Jetzt gehe es eben in Richtung Party, wobei die Bezeichnung „deutsche AC/DC“ sie nicht schrecke. Anfangs habe man als die „deutschen Shellac“ gegolten, dann als die „besseren Tocotronic“, nun laute die Verständnisbrücke für viele eben AC/DC.
Über das Ende von Surrogat sagte Wagner, man sei inhaltlich leer gewesen, ausgelaugt von den Tourneen. Er selbst sei zu dieser Zeit Vater geworden und habe das Bandleben in einem anderen Licht gesehen. Man sei einfach auseinandergegangen und niemand sei auf die Idee gekommen oder habe die Kraft aufgebracht, alle zu einer nächsten Probe zu bestellen. Von 2004 bis 2010 betrieb Wagner mit seiner zuerst Lebensgefährtin, dann Ehefrau, Yvonne Franken das nach deren Sohn benannte Label Louisville. Nach pleitegegangenem Label und gescheiterter Ehe organisierte und moderierte er 2015 so genannte „FuckUp Nights“, worunter Vortragsabende gescheiterter Existenzen zu verstehen sind.

## Stil

### Musik
Surrogat wandelte ihren Stil von Album zu Album ab. Henning Richter titulierte das Trio im Metal Hammer als „Deutsch-Noise-Metaller“. Von der Gesamterscheinung her sei es an Avantgarde-Rockern wie Eisenvater, Party Diktator und der frühen Hamburger Schule orientiert, dabei musikalisch eher nach Unsane, Neurosis und Foetus ausgerichtet. Zusätzlich sei unverkennbar, dass die Musiker AC/DC und Thin Lizzy vergötterten. Bei laut.de, wo von Noise Pop gesprochen wird, wird von einer Beeinflussung durch Shellac ausgegangen. Andersherum heißt es im Rolling Stone Steve Albinis Band sei von Surrogat inspiriert.
Für laut.de ist das Debütalbum „noch sehr metallisch und brutal“. Das Magazin Intro beschrieb es als „Noise mit stoisch-verqueren wie anstrengenden Rhythmusfundamenten“ und wies auf die Nähe zu Shellac hin.
Zurückgedrehte Verzerrer, reduzierte Texte und vor allem ein unvermittelter Stilbruch, der auch gar nicht von der Band herrührt, vielmehr dem Techno-Künstler MMM, dem Raum für eine abstrakte Minimal-Elektro-Tüftelei gegeben wurde, zuzuschreiben ist, verstören auf Soul feat.MMM. Eine „[g]roße, schöne Rätselplatte“ nannte sie Visions-Rezensent Carsten la Tendresse.
Bei Veröffentlichung erhielt Hobby vom Rolling Stone die Stilumschreibung „spartanischer an Helmet angelehnter Metal-Groove“, während es vier Jahre später hieß, es habe „eher nach Jazz-Rock-Noise“ geklungen. Das Ox-Fanzine meinte, Surrogat treibe „seine reduktionistischen Ideen innerhalb ihres Songmaterials weiter voran“. In Verbindung mit „aus einzelnen, stoisch wiederholten Sätzen“ bestehenden Vocalparts ergebe sich ein „funky Großstadtblues“, der abstrakt, aber fesselnd sei. Angelehnt sei das Ganze an die nicht ins Destruktive abdriftende Düsternis, die Bands wie Shellac, Gang of Four und besonders Joy Division ausgemacht hätten. Als Genrebezeichnung wurde der Begriff „Alternative“ gewählt.
Mit dem Album Rock lasse Surrogat „die depressiven Noise-Orgien hinter sich“ und rocke „nun knallhart“ los, steht im Biografie-Artikel auf laut.de zu lesen. In dem auf 30 Minuten komprimierten Werk gehe es in den knapp drei Minuten langen spielfreudigen gitarrenlastigen Stücken um zweierlei: „Old-School-Rocken und Provozieren“. Weiter heißt es dort: „Angelehnt an alte Veteranen wie AC/DC sind ihre Riffs wild und drückend und lenken ein in Richtung rockender und intelligenter Pop-Songs.“ Andreas Herz vom Rock Hard erkannte in der Machart ein weiteres Mal die New Yorker Band Helmet. Die Instrumentierung sei spärlich und die Riffs simpel bis monoton, durch „wiederkehrende sieben Achtel“ wirkten Rhythmus und Takte „hypnotisch“. Helmet, AC/DC und Big Black bilden das Spannungsfeld, in dem Surrogat anzusiedeln sei, berichtete Harald Peters in der Berliner Zeitung. Oliver Hüttmann vom Rolling Stone fühlte sich an Henry Rollins erinnert. Insgesamt sei das Album lauter als vorhergehende und Wagners desperates Brüllen für sich genommen erinnere ihn an Monarchie und Alltag von Fehlfarben. Im "Visions" schrieb Martin Büsser, Rock sei „von einem aggressiven Punk-Geist durchzogen“ wie seinerzeit Fehlfarben. AC/DC-Riffs herrschten vor, es gebe aber auch Wire- und Gang-of-Four-Anklänge. Auch ihm fiel der wütende Gesang auf. Andreas Rosenfelder bezeichnete in der FAZ die Gesangsdarbietung von Patrick Wagner anlässlich eines späteren Live-Auftritts als „schrillen Triumphgesang“.
Bezüglich Hell in Hell heißt es bei laut.de: „Noch prolliger, noch zielsicherer und mit einem noch größeren Augenzwinkern in Punkto Größenwahn.“ Nach Ansicht des Stadtmagazins tip handelt es sich um kantigen Stadion-Metal mit „Kurs auf Schlachtschiffe wie AC/DC und Led Zeppelin“. Die Spex wählte Kiss, Led Zeppelin und AC/DC zur Verdeutlichung der eingeschlagenen Richtung. In der Frankfurter Rundschau griff man beim Umreißen des Albumstils nicht nur in andere musikalische Schubladen, sondern auch gleich in einen anderen Kunstbereich, indem neben AC/DC, Shellac und Sonic Youth die Poplegende Abba und der Aktionskünstler Christoph Schlingensief, deren jeweiliger Esprit unterschwellig vorhanden sei, genannt wurden. Die im Coverartwork, dem Albumtitel und in den Liedtexten zum Ausdruck gebrachten Rock-Attitüden und -Klischees würden nicht mit der musikalischen Darbietung korrespondieren, meinten sowohl Kritiker der Berliner Presse als auch der überregionalen tageszeitung und der Neuen Zürcher Zeitung.

### Texte
Die Musik sei mit „assoziativen und lyrischen Anspruch erfüllenden deutschen Texten“ versehen, stellte das Intro 1996 fest.
Das Rock Hard bescheinigte der Band auch im Jahr 2000, keine „platte Lala-Lyrik“ einzusetzen. „Und so sind die elf Stücke ein kritisches, aber nicht moralisierendes, eher augenzwinkerndes Statement gegen Oberflächlichkeit und Konsumterror, für Menschlichkeit und Mut zur Schwäche.“ Visions streicht heraus: „Dieser Platte zuzuhören ist ungemein befreiend, da sie zwischen Politik und Privatem nicht trennt, sondern eine alle Lebensbereiche durchdringende Unzufriedenheit thematisiert.“
Mit dem letzten Album verschob sich die Sicht auf die Textqualität etwas. „Intellektuell angehaucht und geistreich“ seien die Botschaften, schrieb der Metal Hammer, nur noch teilweise. Ein Positivbeispiel sei Meine Generation, worin es um den Herdentrieb und das daraus resultierende Konsumverhalten gehe. Der Rolling Stone gewann den „plakative[n], bestimmte[n] Texte[n]“ etwas Positives ab, weil sie „tatsächlich ein wenig an den Habitus des frühen Deutsch-Punks“ erinnern würden. Metal-Reminiszenzen (an Textpassagen von Iron Maiden, Bon Jovi, Nirvana) biete das Lied Der Zerfall.
Patrick Wagner äußerte sich 1996 so: „Mir fällt irgend etwas ein, bleibt hängen und wird dann auf die fertigen Stücke angesetzt […]. Natürlich ist mir schon so mancher Text sehr wichtig, weil ich darin Themen berühre, die mich beschäftigen, die ich aber oft verdränge, bis sie dann beim Spielen von z. B. Heroin wieder hochkommen. Das Stück haben wir eben auch am energetischsten gespielt.“

### Größenwahn-Image
Ein Journalist, der die Bandkarriere schon länger verfolgt hatte, nannte Wagner einmal am Telefon „Patrick-größer-als-Gott-Wagner“, was den Angesprochenen erheiterte, zumal die Abkürzung des Einschubs das Wort „Gag“ ergab. In der Folge verwendete Wagner den Zusatz g.a.G. häufiger, auch bei Unterschriften. Der Spaß übertrug sich schnell auf die gesamte Band, die den Größenwahn zu ihrem Leitmotiv machte. Auf Hell in Hell wurde aus der Buchstabenkombination ein Titel namens Gott AG und darin gibt es die Zeile „Du machst dir immer wieder klar: Du bist Patrick Wagner Superstar“. Von manchem wurde dies als Ironie aufgefasst, von anderen als Arroganz. Wagners Intention war, gab er im Interview an, keine Selbstbeweihräucherung, sondern Fremdmotivation. Ein anderes (aber in den Plural gesetztes) Zitat, das im Titelsong verwendet wurde, geht auf den tief gefallenen Boxer René Weller zurück: „Wir sind immer oben, und wenn wir unten sind, ist unten oben.“ Zum auf die Spitze getriebenen Spiel mit der Größenwahn-Attitüde gehört auch das eigene Fanzine Surrozine mit Patrick Wagner als „Chefredakteur“, schwelgerischen Textbeiträgen, überschwänglichen Rezensionen aller bisherigen Veröffentlichungen und einem Poster, das die drei Musiker im Mount-Rushmore-National-Memorial-Stil abbildet, in der Heftmitte. Immerhin versucht der Impressum-Satz „Dies ist eigentlich bloß ein Bandinfo“ Irritationen oder Missverständnissen vorzubeugen.

## Diskografie
| Jahr | Titel            | Typ    | Plattenfirma                     |
| ---- | ---------------- | ------ | -------------------------------- |
| 1994 | Tick             | Single | Kitty-Yo                         |
| 1995 | Unruhig          | Album  | Kitty-Yo                         |
| 1996 | Soul (feat. MMM) | Album  | Kitty-Yo                         |
| 1997 | Hobby            | Album  | Indigo, Kitty-Yo                 |
| 2000 | Seid ihr mit mir | Single | Universal, Kitty-Yo, Motor Music |
| 2000 | Rock             | Album  | Motor Music, Kitty-Yo            |
| 2002 | Hell in Hell     | Single | Motor Music                      |
| 2002 | Hell in Hell     | Album  | Motor Music                      |